# Cornufer browni
Espèce
Synonymes
- Platymantis browni Allison & Kraus, 2001

Statut de conservation UICN

 LC  : Préoccupation mineure
Cornufer browni est une espèce d'amphibiens de la famille des Ceratobatrachidae.

## Répartition
Cette espèce est endémique de Nouvelle-Irlande en Papouasie-Nouvelle-Guinée. Elle se rencontre de 100 à 1 300 m d'altitude.

## Étymologie
Cette espèce est nommée en l'honneur de Walter Creighton Brown.

## Publication originale
- Allison & Kraus, 2001 : New species of Platymantis (Anura: Ranidae) from New Ireland. Copeia, vol. 2001, no 1, p. 194-202.